# Henri Lebon
Pour les articles homonymes, voir Lebon.
Henri Lebon (né le 5 juillet 1911 à Escaudain et mort le 22 janvier 1976 à Saint-Michel-sur-Orge) est un flûtiste français.

## Biographie
Henri Lebon nait dans une famille de mineurs. Son frère Marceau Lebon, clarinettiste à la société de musique d'Escaudain et répétiteur dans l'armée, le présente à des concours d'amateurs où il est remarqué par Hector Michaux (premier prix de flûte au Conservatoire de Paris en 1911), professeur au conservatoire de Condé-sur-l'Escaut et chef des musiques des mines du bassin de Valenciennes. Henri est envoyé vivre chez des cousins à Paris (Adolphe Lebon et Léon Brassard) afin d'y étudier la flûte dans la classe de Philippe Gaubert et Marcel Moyse au Conservatoire de Paris. Il y obtient un premier prix en 1930.
Le début de sa carrière se déroule au Moulin-Rouge comme musicien, sous les écrans des cinémas muets et par des enregistrements sur rouleaux de cire. Il débute comme flûtiste aux Concerts Colonne puis joue en soliste à l'Orchestre de la Société des concerts du Conservatoire, à l'orchestre de l'ORTF ainsi qu'à l'Orchestre symphonique de la Garde républicaine. Il est nommé professeur à l'École normale de musique de Paris, au conservatoire de Valenciennes et au conservatoire de Saint-Maur-des-Fossés.